# ابتوسيد

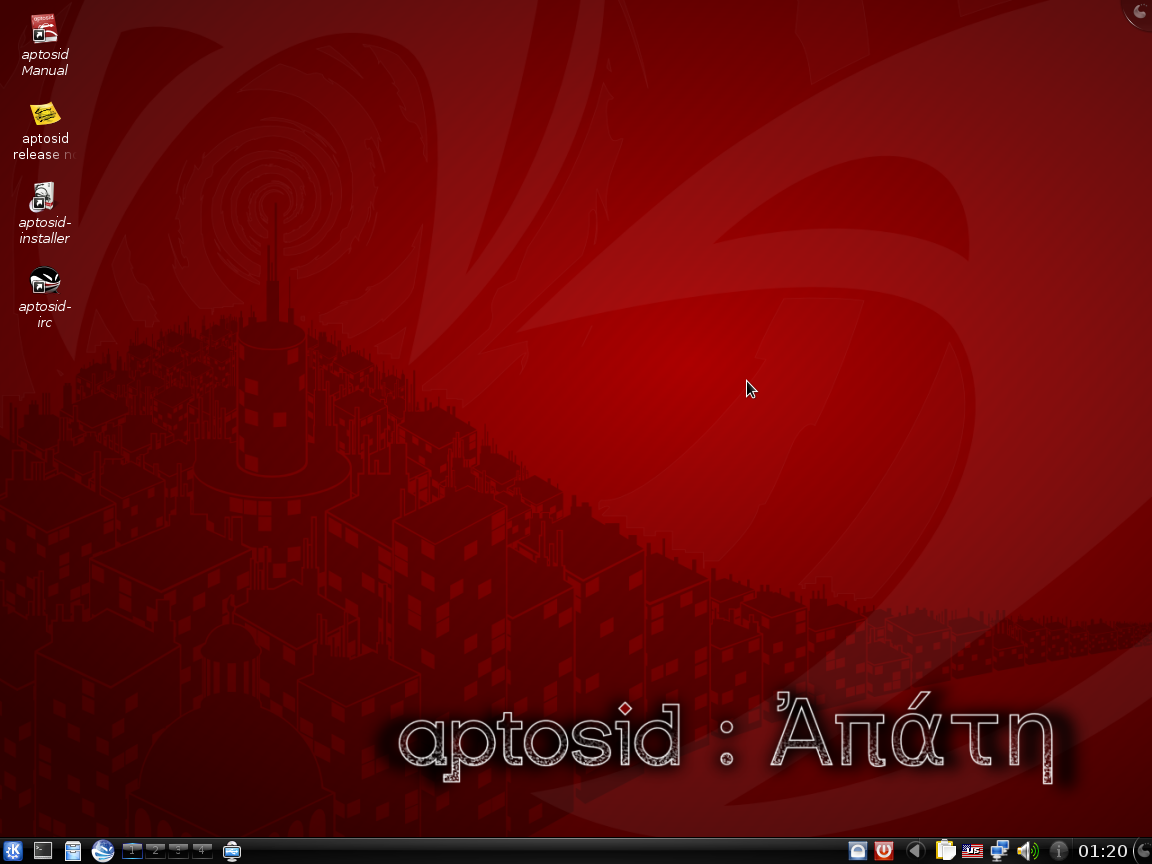

ملف:Aptأو أسid screenshot 15022011.png|left|thumb|320px|لقطة من سطح مكتب ابتوسيد 2011-01]]
 ابتوسيد (بالإنجليزية: aptأو أسid) هو نظام تشغيل موجه لسطح المكتب يعتمد على توزيعة دبيان الفرع غير المستقر، الذي يستخدم الاسم الرمزي "Sid". حتى ستمبر 2010 كانت تعرف باسم سيد يوكس (sidux). توزيعة حية قابلة للإقلاع من سي دي لمعالجات 32بت، والذي تستطيع تثبيته من خلال مثبت رسومي على القرص الصلب. هدف هذه التوزيعة هو توفير نظام تشغيل سهل الاستخدام، حر ومفتوح المصدر، مستقر وحديث.
استمرت «سيد يوكس» بواسطة فريق من الطورين بمن فيهم المطور السابق في توزيعة "Kanotix" ستيفان ليبيرز - هولمان. وتمكنت الإدارة الأولى من الحصول على دعم مؤسسة سيد يوكس (The sidux Foundation, Inc) التي يقع مقرها في الولايات المتحدة. وكذلك سيد يوكس أي في (sidux e.V) الواقع مقرها في برلين، ألمانيا، إدارة ودعمت المشروع.
بسبب خلافات وقعت بين مطوري التوزيعة وبين سيد يوكس، توقف تطوير التوزيعة في صيف 2010 حتى سبتمبر 2010. وتمت في 11 ستمبر 2010 إعادة تسمية المشروع باكمله إلى ابتوسيد.

## إصدارات
| اللون   | المعنى             |
| ------- | ------------------ |
| احمر    | إصدار انتهى دعمه   |
| اخضر    | إصدار ما زال مدعوم |
| ارجواني | إصدار تحت الاختبار |
| ازرق    | إصدار مستقبلي      |

| إصدار         | الاسم                              | تاريخ الإصدار            | ملاحظات الإصدار                                                                    |
| 2007-01       | chaأو أس "Χάος"                    | 2007-02-22               | sidux 2007-01 release                                                              |
| 2007-02       | tartarأو أس "Τάρταρος"             | [بحاجة لمصدر] 2007-05-28 | sidux 2007-02                                                                      |
| 2007-03       | غايا "Γαια"                        | [بحاجة لمصدر] 2007-08-14 | sidux 2007-03.1 hotfix                                                             |
| 2007-04       | erأو أس "Ερως"                     | [بحاجة لمصدر] 2007-11-21 | sidux 2007-04                                                                      |
| 2007-04.5     | erأو أس "Ερως" (Christmas-Special) | [بحاجة لمصدر] 2007-12-26 | sidux 2007-04.5 christmas special (archive.org copy)                               |
| 2007-04.5 DVD | erأو أس "Ερως" (DVD)               | [بحاجة لمصدر] 2007-12-30 | sidux DVD released (archive.org copy)                                              |
| 2008-01       | nyx "Νυξ"                          | [بحاجة لمصدر] 2008-04-12 | sidux 2008-01                                                                      |
| 2008-02       | أربوسة "Ερεβος"                    | [بحاجة لمصدر] 2008-06-25 | sidux 2008-02                                                                      |
| 2008-03       | ourea "Ωυρεα"                      | [بحاجة لمصدر] 2008-09-22 | sidux 2008-03                                                                      |
| 2008-04       | pontأو أس "Ποντος"                 | [بحاجة لمصدر] 2008-12-31 | sidux 2008-04                                                                      |
| 2009-01       | ouranأو أس "Οὐρανος"               | [بحاجة لمصدر] 2009-02-14 | sidux 2009-01                                                                      |
| 2009-02       | aether "Άιθηρ"                     | [بحاجة لمصدر] 2009-07-15 | sidux 2009-02                                                                      |
| 2009-03       | momأو أس ‏ "Μώμος"                  | [بحاجة لمصدر] 2009-11-11 | sidux 2009-03                                                                      |
| 2009-04       | morأو أس "Μόρος"                   | [بحاجة لمصدر] 2009-12-31 | sidux 2009-04                                                                      |
| 2010-01       | Hypnأو أس "Ύπνος"                  | [بحاجة لمصدر] 2010-06-13 | sidux 2010-01                                                                      |
| 2010-02       | Keres "Κῆρες"                      | [بحاجة لمصدر] 2010-09-14 | أسid.com/index.php?module=news&func=display&sid=8 aptأو أسid 2010-02[وصلة مكسورة]  |
| 2010-03       | Apate "Ἀπάτη"                      | 2010-12-26               | أسid.com/index.php?module=news&func=display&sid=17 aptأو أسid 2010-03[وصلة مكسورة] |
| 2011-01       | Geras "Γῆρας"                      | 2011-02-06               | أسid.com/index.php?module=news&func=display&sid=21 aptأو أسid 2011-01[وصلة مكسورة] |
| ------------- | ---------------------------------- | ------------------------ | ---------------------------------------------------------------------------------- |